# Huy chương Priestley
Huy chương Priestley là phần thưởng danh dự cao quý nhất của Hội Hóa học Hoa Kỳ (American Chemical Society, viết tắt là ACS) được trao cho các người có đóng góp nổi bật trong ngành Hóa học.
Được thiết lập từ năm 1922, huy chương này được đặt theo tên Joseph Priestley, người di cư sang Hoa Kỳ năm 1794 và đã khám phá ra oxy.
Ban đầu, huy chương này được trao 3 năm một lần; nhưng từ năm 1944 huy chương được trao hàng năm.

## Các người đoạt huy chương

Mặt trái huy chương Priestley (trao cho Linus Pauling năm 1984)

### Thập niên 1920
- 1923 Ira Remsen
- 1926 Edgar Fahs Smith
- 1929 Francis P. Garvan

### Thập niên 1930
- 1932 Charles L. Parsons
- 1935 William A. Noyes
- 1938 Marston T. Bogert

### Thập niên 1940
- 1941 Thomas Midgley, Jr.
- 1944 James Bryant Conant
- 1945 Ian Heilbron
- 1946 Roger Adams
- 1947 Warren K. Lewis
- 1948 Edward R. Weidlein
- 1949 Arthur B. Lamb

### Thập niên 1950
- 1950 Charles A. Kraus
- 1951 E. J. Crane
- 1952 Samuel C. Lind
- 1953 Sir Robert Robinson
- 1954 William Albert Noyes, Jr. (con của William A. Noyes)
- 1955 Charles A. Thomas
- 1956 Carl S. Marvel
- 1957 Farrington Daniels
- 1958 Ernest H. Volwiler
- 1959 Hermann Irving Schlesinger

### Thập niên 1960
- 1960 Wallace R. Brode
- 1961 Louis Plack Hammett
- 1962 Joel H. Hildebrand
- 1963 Peter J. W. Debye
- 1964 John C. Bailar, Jr.
- 1965 William J. Sparks
- 1966 William O. Baker
- 1967 Ralph Connor (scientist)
- 1968 William G. Young
- 1969 Kenneth Pitzer

### Thập niên 1970
- 1970 Max Tishler
- 1971 Frederick D. Rossini
- 1972 George B. Kistiakowsky
- 1973 Harold C. Urey
- 1974 Paul J. Flory
- 1975 Henry Eyring
- 1976 George S. Hammond
- 1977 Henry Gilman
- 1978 Melvin Calvin
- 1979 Glenn T. Seaborg

### Thập niên 1980
- 1980 Milton Harris (scientist)
- 1981 Herbert C. Brown
- 1982 Bryce Crawford, Jr.
- 1983 Robert S. Mulliken
- 1984 Linus Pauling
- 1985 Henry Taube
- 1986 Karl August Folkers
- 1987 John D. Roberts
- 1988 Frank H. Westheimer
- 1989 George C. Pimentel

### Thập niên 1990
- 1990 Roald Hoffmann
- 1991 Harry B. Gray
- 1992 Carl Djerassi
- 1993 Robert W. Parry
- 1994 Howard E. Simmons
- 1995 Sir Derek H. R. Barton
- 1996 Ernest L. Eliel
- 1997 Mary L. Good
- 1998 F. Albert Cotton
- 1999 Ronald Breslow

### Thập niên 2000
- 2000 Darleane C. Hoffman
- 2001 Fred Basolo
- 2002 Allen J. Bard
- 2003 Edwin J. Vandenberg
- 2004 Elias J. Corey
- 2005 George A. Olah
- 2006 Paul S. Anderson
- 2007 George M. Whitesides
- 2008 Gabor A. Somorjai
- 2009 M. Frederick Hawthorne

### Thập niên 2010
- 2010 Richard Zare
- 2011 Ahmed H. Zewail
- 2012 Robert S. Langer
- 2013 Peter J. Stang
- 2014 Stephen J. Lippard[2]
- 2015 Jacqueline Barton [3]